# 索玛普利大寺
索瑪普利大寺（羅馬化：Shompur Môhabihar）位於孟加拉国西北部瑙冈县的帕哈爾普爾（羅馬化：Paharpur）村莊，在梵语的意思為「大寺院」。該寺建於8世纪末期或9世纪初期，為波罗王朝時期的五大寺院之一，是大乘佛教曾於孟加拉地區流傳的證明，9世纪至12世纪為大乘佛教密宗的修行中心。
12世紀波羅王朝滅亡後，索瑪普利大寺逐漸被遺棄。在埋藏於土堆下數個世紀之後，1807年為弗朗西斯·布坎南-汉密尔顿所發現。1985年聯合國教科文組織將此遺蹟列為世界遗产，登錄名稱為「帕哈爾普爾的佛教毗訶羅遺址」。聯合國教科文組織指出，這座寺院的設計完美地滿足了舉行宗教儀式的需要，體現出非凡卓絕的藝術成就。寺院簡單和諧的線條，加上大量的雕刻裝飾，對佛教建築發展有著深遠影響。

## 歷史

### 建造與衰落
索瑪普利大寺（Shompur Môhabihar）在梵语的意思為「大寺院」，建於8世纪末期或9世纪初期，為波罗王朝時期的五大寺院之一。波羅王朝（750—1161）為印度中世紀前期統治印度東北部的王朝，歷代國王均篤信佛教。五大寺院除了索瑪普利大寺之外，還包括超戒寺、那烂陀寺、飛行寺，以及闍迦陀羅寺。關於建造的年代，有兩種說法，第一種說法為世界遺產委員會採用，係根據在該遺址挖掘時發現的一枚泥印所推斷，該印章刻有波羅王朝第2任國王達瑪帕拉（770年代—810年代在位）的名字；第二種說法為根據西藏古代保存的貝葉經文獻，建造時間為9世紀初期，波羅王朝第3任國王德瓦帕拉（810年代—850年代在位）國王在位時期。
根據碑文記載，索瑪普利大寺與當時佛教中心菩提伽耶、那烂陀寺有密切關係，許多佛教文獻為在此地完成，為大乘佛教密宗的修行中心。高僧阿底峽（982—1054）曾經在此地教授佛法。
11世紀發生瓦倫德拉叛亂，索瑪普利大寺的部分建築因戰亂而損毀:185, 331, 353。12世紀波羅王朝被信奉印度教的犀那王朝所滅，之後再被穆斯林古尔王朝征服。在波羅王朝滅亡後，索瑪普利大寺逐漸被遺棄，被掩埋在土堆下數個世紀。但後來的遺跡挖掘顯示，並沒有大範圍破壞的跡象。因此，有人聲稱索瑪普利大寺是少數在穆斯林統治南亞時期倖存的佛教寺院之一。

### 再現
英國人到達印度次大陸後，弗朗西斯·布坎南-汉密尔顿在印度東部進行調查，於1807年發現此遺跡，並進行考古調查。漢密爾頓返國後，在報紙和雜誌上詳細發表了他的經歷。1879年，亚历山大·卡宁厄姆造訪此地，考察後他想要大規模開挖此地，但地主並不允許，因此康寧漢僅挖掘了遺址中央凸起的一小部分，發現了土堆下的方形建築，其為今日中央佛殿的一部分。
進入20世紀後，1919年，根據英属印度1904年通過的《古蹟保護法》，該地被宣布為保護地區。1923年，加尔各答大学、瓦倫德拉研究會、印度考古研究所共同合作，由D.R.班達卡領導的團隊，在遺址的西南部進行發掘，發現了一排南北向排列的房間和庭院的一部分。1925—1926年，R.D.班納吉的團隊發現了中央佛殿北側的樓梯、有陶製牌匾裝飾的牆壁、北側的房屋。班納吉完成挖掘後，此遺跡大致的面貌已全然出土。1930年代由印度考古研究所的卡希納特·納拉揚·迪克希特領導，持續在此遺址進行更深入的調查。
1972年孟加拉國獨立後，該國考古局於1981—1983年，以及1987—1989年進行進一步的挖掘，並清除遺跡內不必要的碎石和積土，確保排水通暢、維護古蹟。

## 建築結構

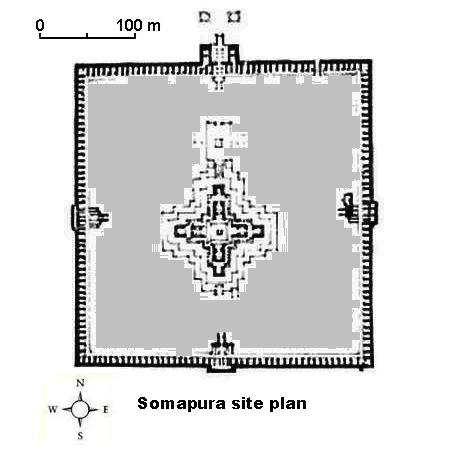
遺址平面圖

索瑪普利大寺遺址接近正方形，南北向距離為273.7公尺、東西向距離為274.15公尺，整個遺址的保護區域為8.9公頃。以面積而言，索瑪普利大寺為最大的大寺:375。遺址的大門在北方，大門面對的方位為北方略微偏東。寺院的中央有一座巨大的佛殿，周圍建有圍牆，圍牆內側有177個房間。索瑪普利大寺的建築風格與東南亞印尼、緬甸和柬埔寨的印度教—佛教寺廟有些類似，例如印尼普兰巴南、塞烏寺。可以推論波罗王朝與當時東南亞的某些文明存在某種形式的交流:373。

### 中央佛殿

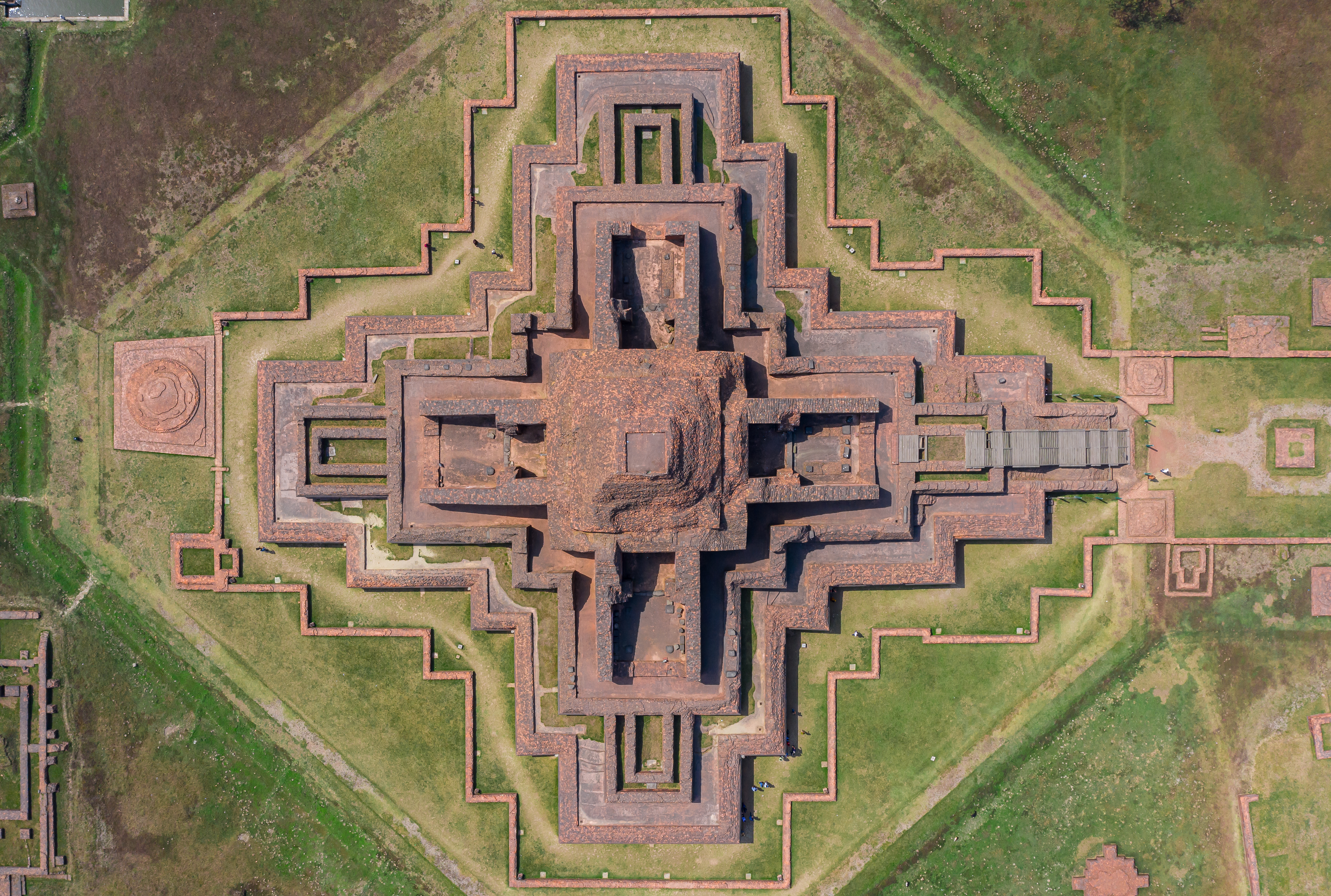
中央佛殿遺址鳥瞰

中央佛殿為索瑪普利大寺遺跡中最醒目的建築，從上方鳥瞰略呈十字型，由周圍向中央呈階梯狀逐漸上升，最高點在十字交叉處。此建築經過歲月侵蝕，現存遺址僅剩地基與部分的牆壁，在地基周圍有許多印度神話的雕刻。現代測量此建築物的東西長度為108.3公尺，南北長度為95.45公尺，高21公尺，但估計原始的高度達30公尺。
由於缺乏第一手文獻紀錄，索瑪普利大寺中央佛殿的原始外觀已不可考。歷年許多學者試圖還原過去此建築物的外觀，有多種不同的觀點。1938年，卡希納特·納拉揚·迪克希特在他的著作《印度考古調查回憶錄：孟加拉帕哈爾普爾第55號考古挖掘》（Memoirs Of The Archaeological Survey Of India No. 55 Excavations At Paharpur, Bengal）中對這座遺跡進行了首次文獻研究。1961年，普魯登斯·R·邁爾（Prudence R. Myer）指出，目前中央佛殿缺失的部分，過去為一座窣堵坡，她在論文中並描繪佛殿可能的三維結構。1999年，由庫爾納大學的穆罕默德·阿里·納奇領導的團隊提出另一種看法，並於2004年聯合國教科文組織與孟加拉國考古局聯合舉辦的研討會上發表。納奇指出，根據他對此遺址的古代結構建築模型，中央佛殿的建築式樣為窣堵坡—神殿（Stupa-Shrine），並搭配悉卡羅式的佛殿。2012年，穆罕默德·哈比卜·雷扎（Mohammad Habib Reza）透過對孟加拉早期佛教建築的分析，提出索瑪普利大寺的中央佛殿為一種名為潘查拉特納（pañcharatna）的孟加拉寺廟結構，在曼達帕（maņdapa）上再加上四個冠頂，看起來像是緬甸蒲甘的阿难陀寺，但索瑪普利大寺興建時間較早，外觀較阿難陀寺更扁平。

### 其他建築
除了中央佛殿之外，遺跡的周圍建有圍牆，在北面圍牆內有45個房間遺跡，其他三面則各有44個房間遺跡，總共有177個房間遺跡。這些房間遺跡均為長4.26公尺，寬4.11公尺，房間的入口面向中央佛殿，供給僧人居住。在遺址內，中央佛殿與周圍房間之間的空地，還有其他建築物的遺跡，包括佛堂、餐廳、廚房、水井、佛塔，以及一些無法辨認用途的建築遺跡，圍牆外側不遠處則有多個浴室與廁所的遺跡。

## 保護
索瑪普利大寺於1985年被聯合國教科文組織列為世界遗产，名稱為「帕哈爾普爾的佛教毗訶羅遺址」，帕哈爾普爾為當地村莊名稱，毗訶羅為梵語「vihāra」（意為精舍）的音譯。聯合國教科文組織指出，這座寺院的設計完美地滿足了舉行宗教儀式的需要，體現出非凡卓絕的藝術成就。寺院簡單和諧的線條，加上大量的雕刻裝飾，對佛教建築發展有著深遠影響。
索瑪普利大寺列為保護區，受到孟加拉國1968年《古物法》（1976年修訂）等法規保護，主管機關為該國考古局。2007年、2009年媒體報導，由於資金短缺、以及缺乏適當的維護措施等因素，此遺跡保護狀況欠佳，因鹽害、強降雨等因素而使遺跡受到侵蝕。聯合國教科文組織於2009—2014年「南亞旅遊基礎設施發展計畫—孟加拉部分」起草一份全面的管理計畫，包括保護政策和緩衝區的規定、人力、財力和技術資源、管理系統、保護和維護計畫，以確保該遺產得到長期保護。2014—2016年在亞洲開發銀行的資助下，對此遺跡進行旅遊開發，包括整修遺跡，並在遺跡上安裝木地板，以供遊客行走。為了避免遺跡內雕刻損壞，原來的雕刻拆下放在博物館，在原處放上複製品。
遺址內發現的文物於遺跡東側的帕哈爾普爾考古博物館展出。

## 圖集

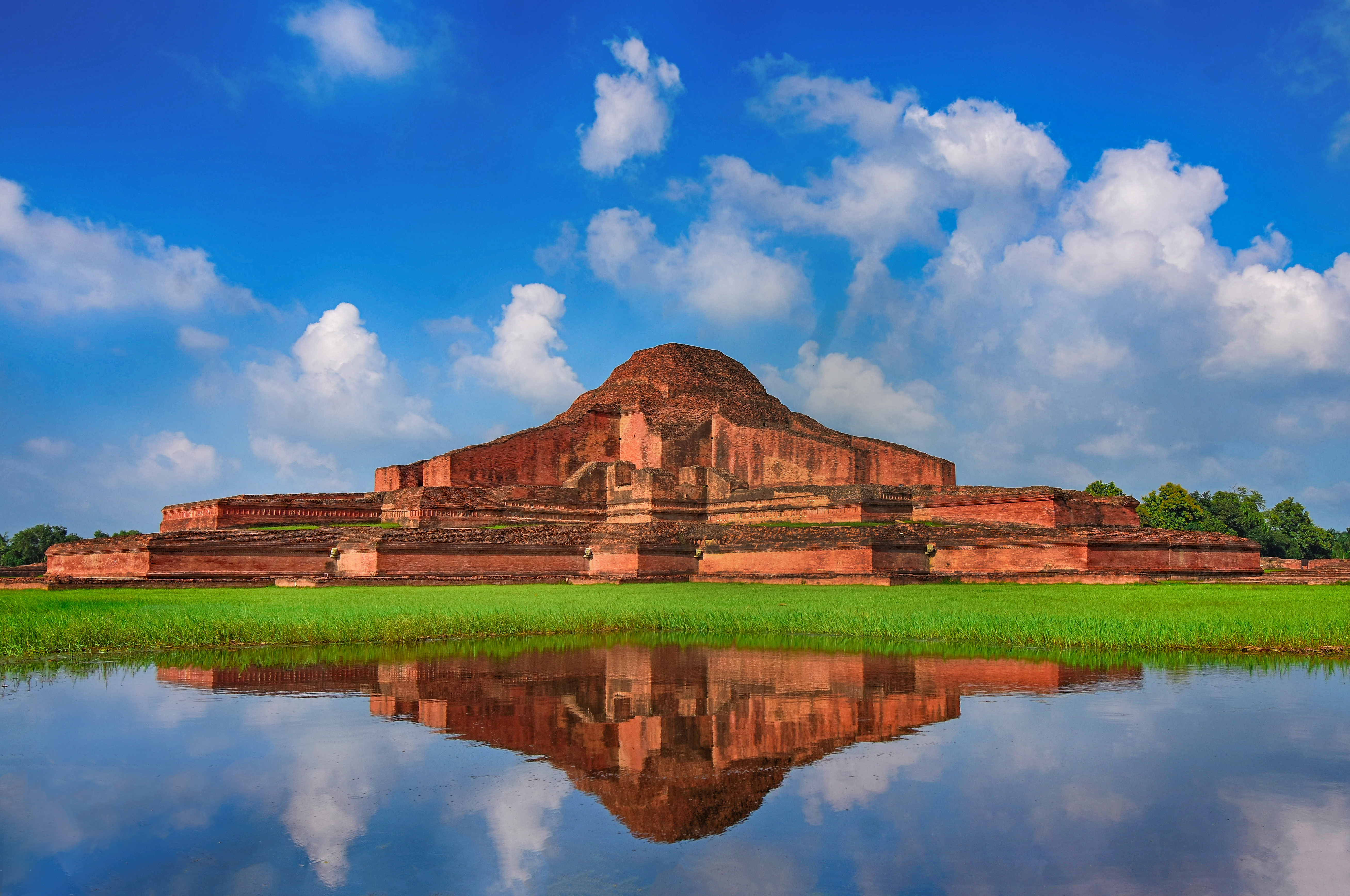
寺院遠眺，中間為中央佛殿遺跡
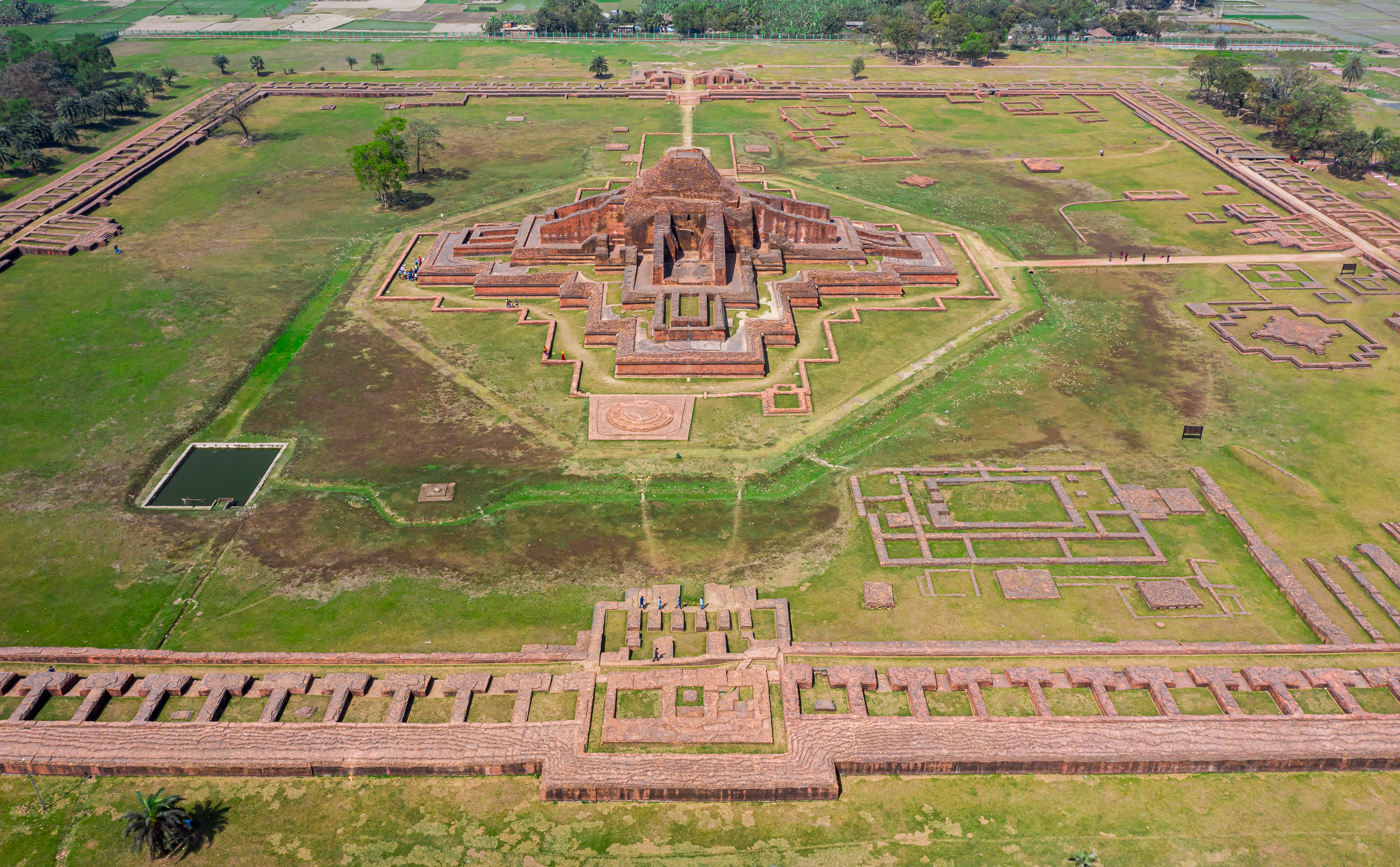
寺院俯視
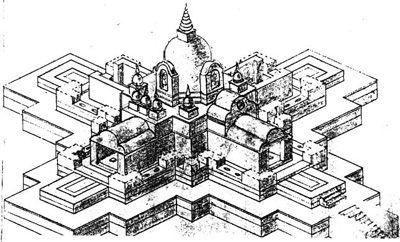
由哈菲祖爾·拉哈曼（Hafizur Rahaman）繪製，可能的中央佛殿結構圖
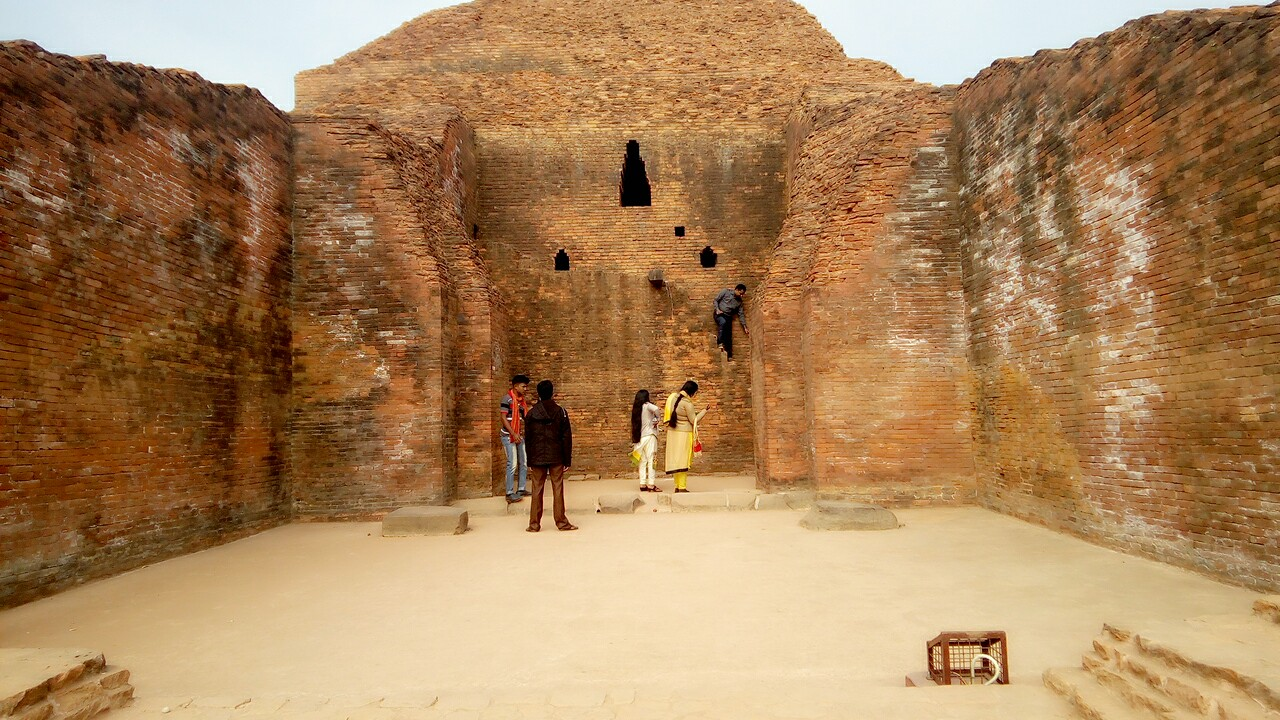
寺院內部
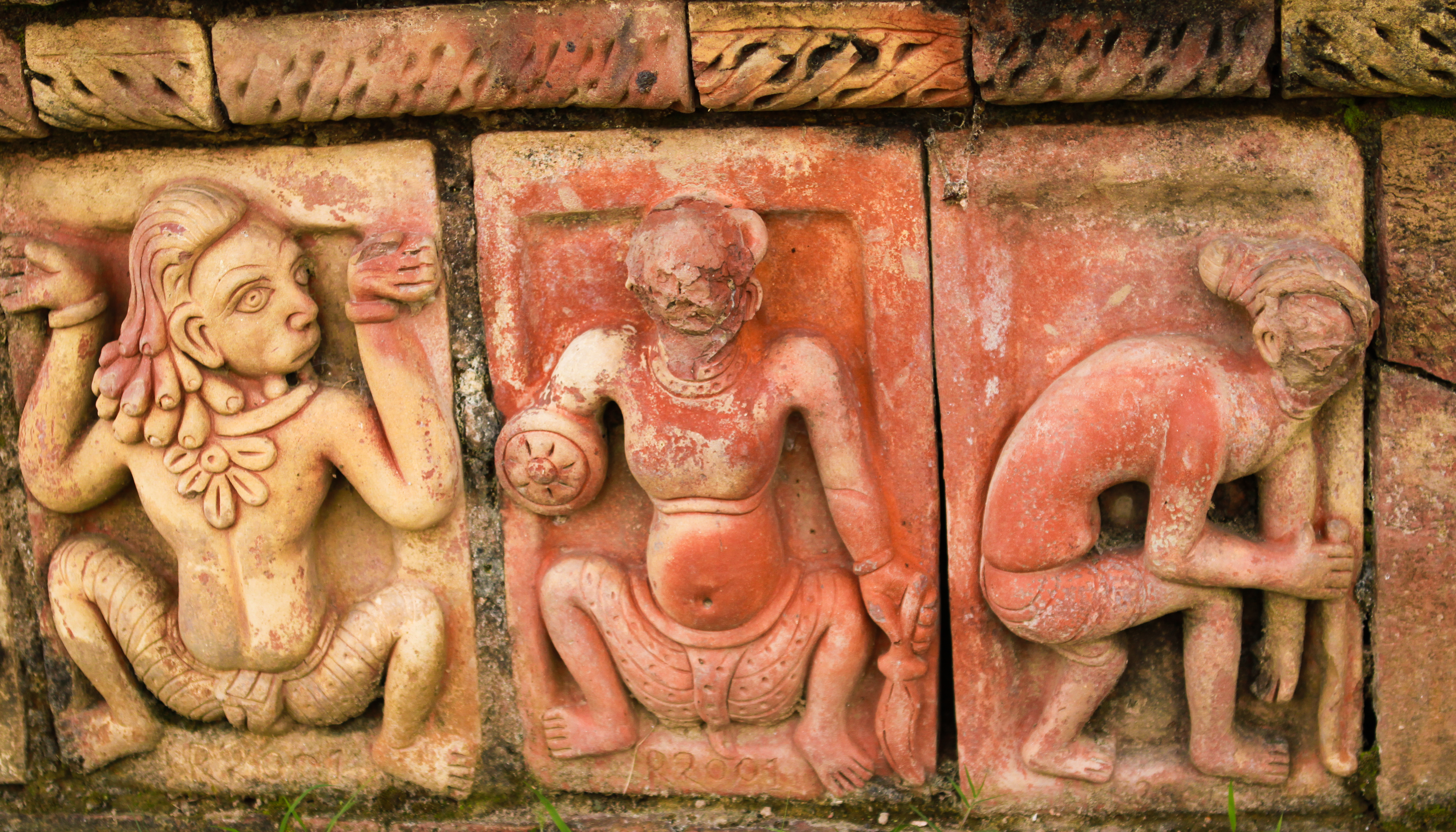
中央佛殿基部的雕刻